# St. Laurentius (Vrchlabí)

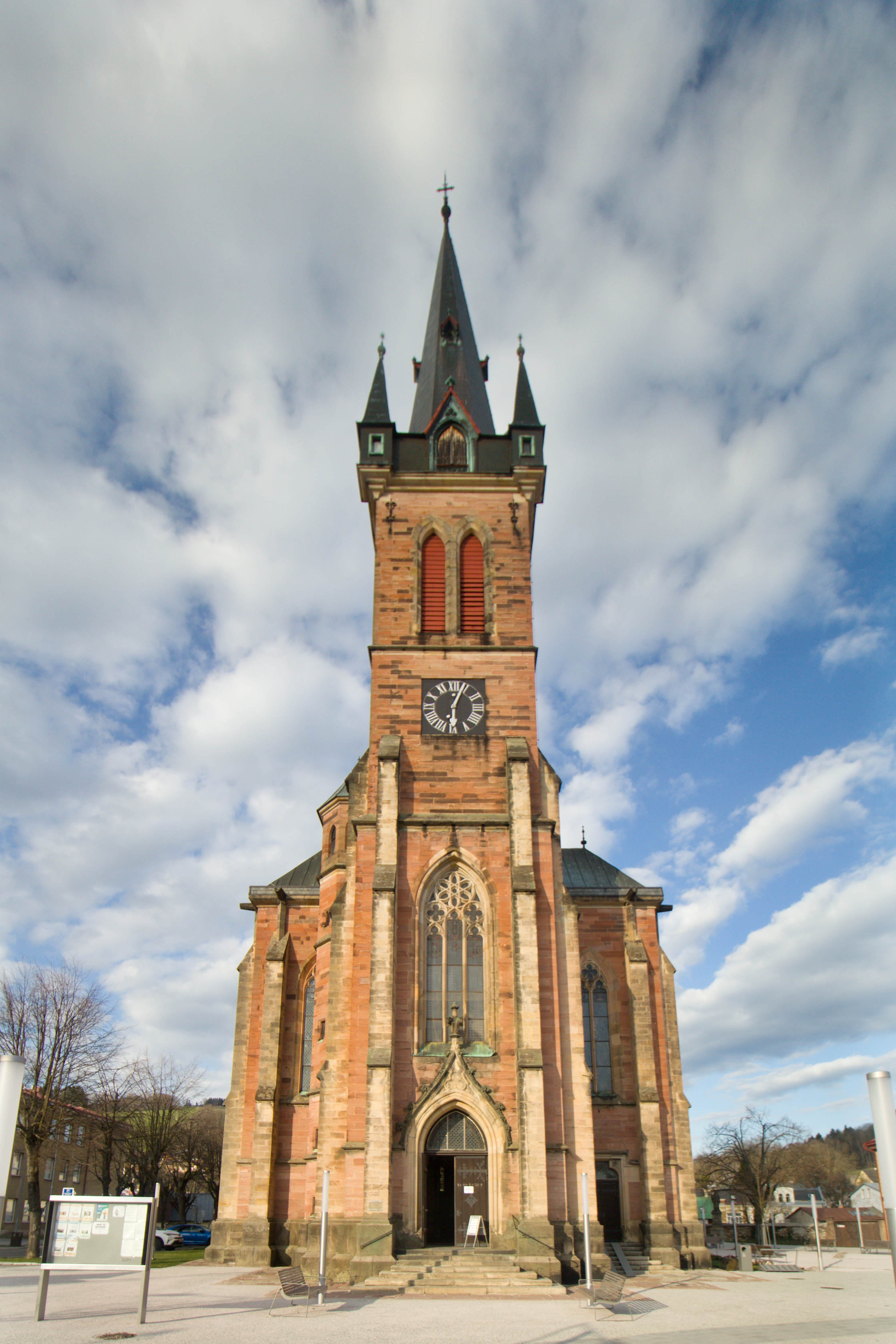
St. Laurentius in Vrchlabí (Hohenelbe)

St. Laurentius (auch Dekanatskirche des hl. Laurentius, tschechisch Kostel svatého Vavřince) ist die bedeutendeste Kirche in Vrchlabí (Hohenelbe) in Tschechien.

## Geschichte

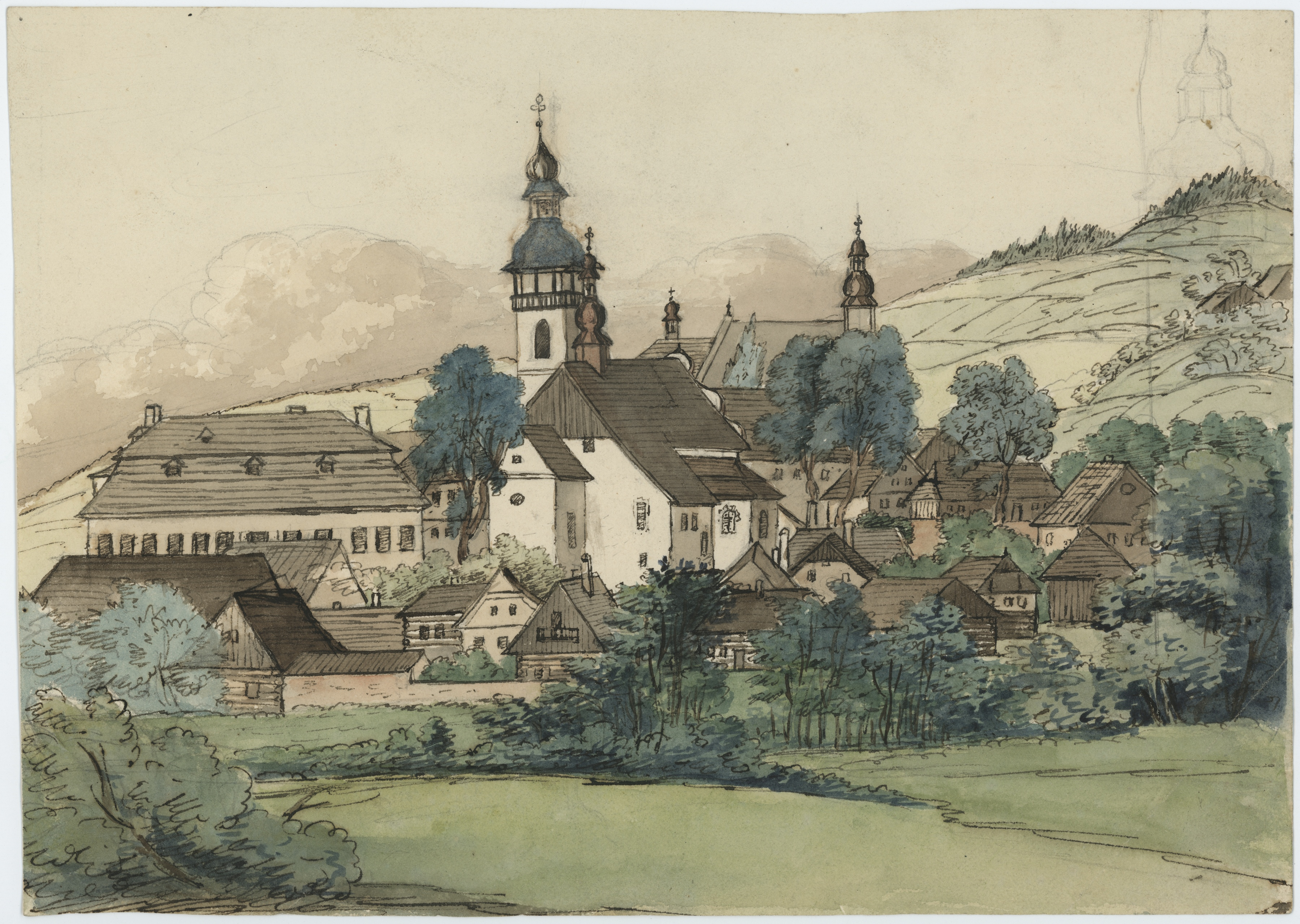
Darstellung der Vorgängerkirche

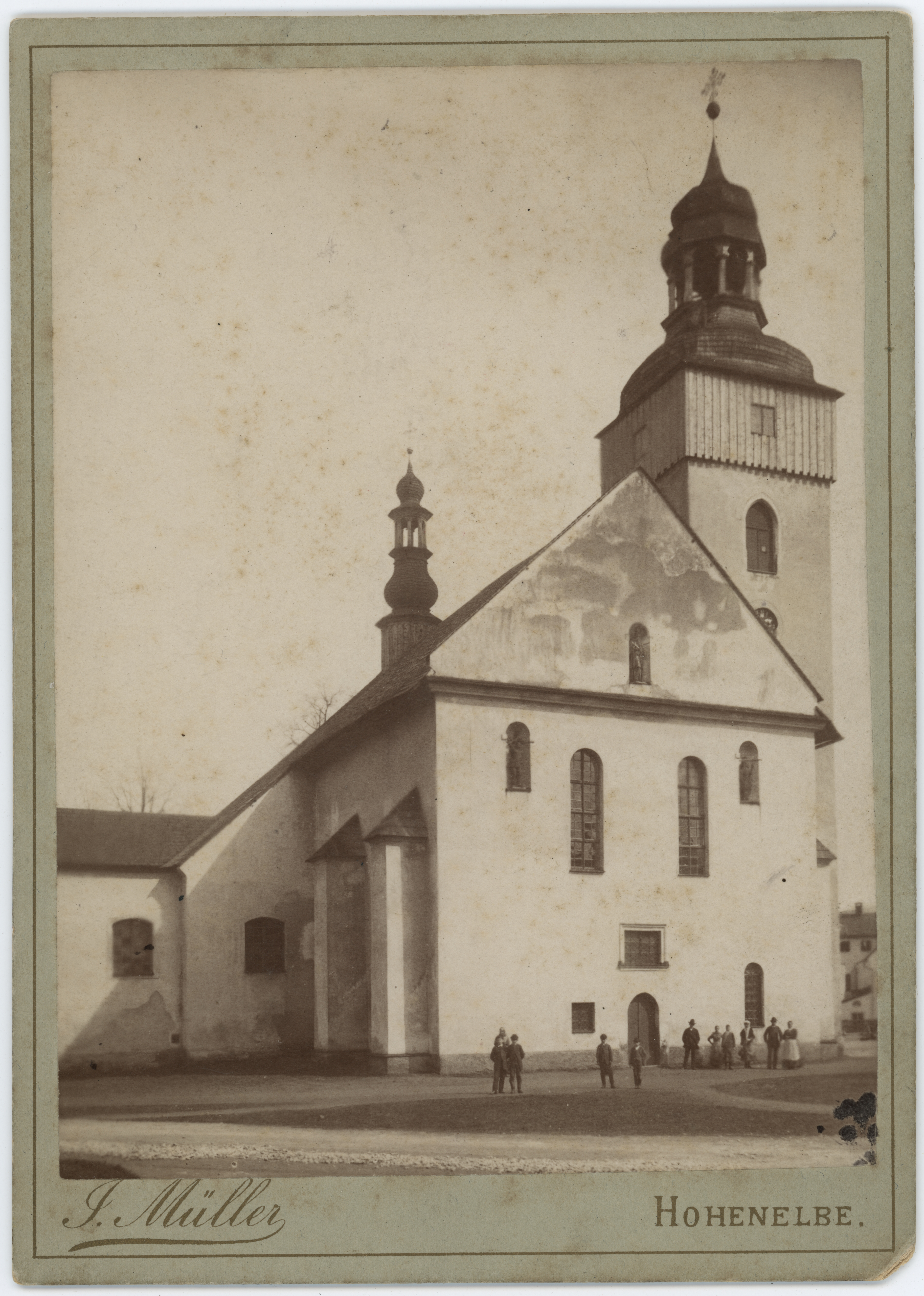
Foto der Vorgängerkirche

Das ehemalige Dorf nannte sich zu gleicher Zeit Wrchlab und Goswinsdorf, letzteres von 1359 bis 1435 erwähnt. An der Stelle der heutigen Kirche befand sich ein mittelalterlicher Vorgängerbau. Dieser wurde während der Hussitenzeit 1424 nicht zerstört, aber im Laufe der Zeit öfter umgebaut und erhielt mit dem Ausbau des Turmes (1599), dem Umgang für den Turmwächter (1693) und dem Anbau der St.-Anna-Kapelle (1749) die aus alten Bildern ersichtliche Gestalt. 1694 fand man unter dem Schiff einen Zinn- und mehrere Kupfersärge. Das Metall wurde zur neuen Orgel (1695) verwendet. 1709 wurde eine Glocke mit lateinischer Inschrift beschafft und 1781 ein neuer Turmknopf angebracht. Die alte Kirche wurde 1886 abgetragen und der Gottesdienst während der Bauzeit in der Klosterkirche gehalten. Die neue Kirche wurde nach den Plänen des Prager Architekten Stefan Tragel vom Baumeister Eduard Zirm erbaut. Am 29. Juni 1889 konnte die neue Dekanatskirche geweiht werden. 1889 wurde die Orgel von der Fa. Rieger in Jägerndorf aufgestellt.

## Bauwerk
Der Kirchenbau ist eine Hallenkirche in neugotischem Stil aus rotem und gelbem Sandstein, mit fünfjochigem Langhaus, dreischiffigem Querschiff und im Fünfeck abschließendem Chor. Zwischen Chor und Querschiff befinden sich Sakristei und Oratorium. Die Joche sind mit Querdächern versehen, das Hauptdach ziert über der Vierung ein schlankes Sanktustürmchen. Im Westen ist der 60 m hohe viereckige, dreigeschossige Turm mit dem Hauptportal angebaut, wobei der Turmkern von der alten Kirche stammt. Der Turm ist mit einem steilen gotischen Helm abgeschlossen, der sich aus einer mit vier Ecktürmchen gekrönten Galerie mit gotischen Giebeln erhebt. 

## Innengestaltung
Im Innern tragen schlanke Bündelpfeiler die gotischen Gewölbe mit Rippen. Hochaltar und Kreuzweg sind Arbeiten der Firma Stuflesser in St. Ulrich, Südtirol. Der Hauptalter wird von der Statue des Gottvaters mit Engeln und der Statue Jesu Christi beherrscht. Über dem Tabernakel zeigt ein turmartiger Aufbau die Hl. Dreifaltigkeit. Im Chor haben sieben Fenster Glasbilder. Im Querschiff befinden sich vier Seitenaltäre. Auch die Kanzel mit dem Schalldeckel ist reich geschnitzt. Altarbilder der hl. Anna und des hl. Laurentius stammen aus der Vorgängerkirche. Das Taufbecken trägt den Spruch „Wer glaubt und getauft ist, wird selig.“ Im Mittelschiff ruht der Orgelchor auf zwei Rundsäulen mit drei Spitzbogen und einer Steinbalustrade.